# 札弦車站
札弦車站（日语：／ Sattsuru eki */?）是由北海道旅客鐵道（JR北海道）所經營的鐵路車站，位於日本北海道斜里郡清里町。此站是釧網本線的無人車站，位於JR北海道釧路支社的管轄範圍，並由知床斜里站代為管理。
本站在1929年設站之初原名札鶴，其名源自於愛奴語「sak-ru」（夏天的道路）或「sat-ru」（乾燥的道路），起因於每年夏季在附近札鶴川邊會有條可自北見起始連往釧路或根室方向的走道浮現。至於目前的站名則是在1956年時，根據當時新制訂的行政區劃名（札弦町）而改名為漢字寫法不同但發音仍然相同的札弦。

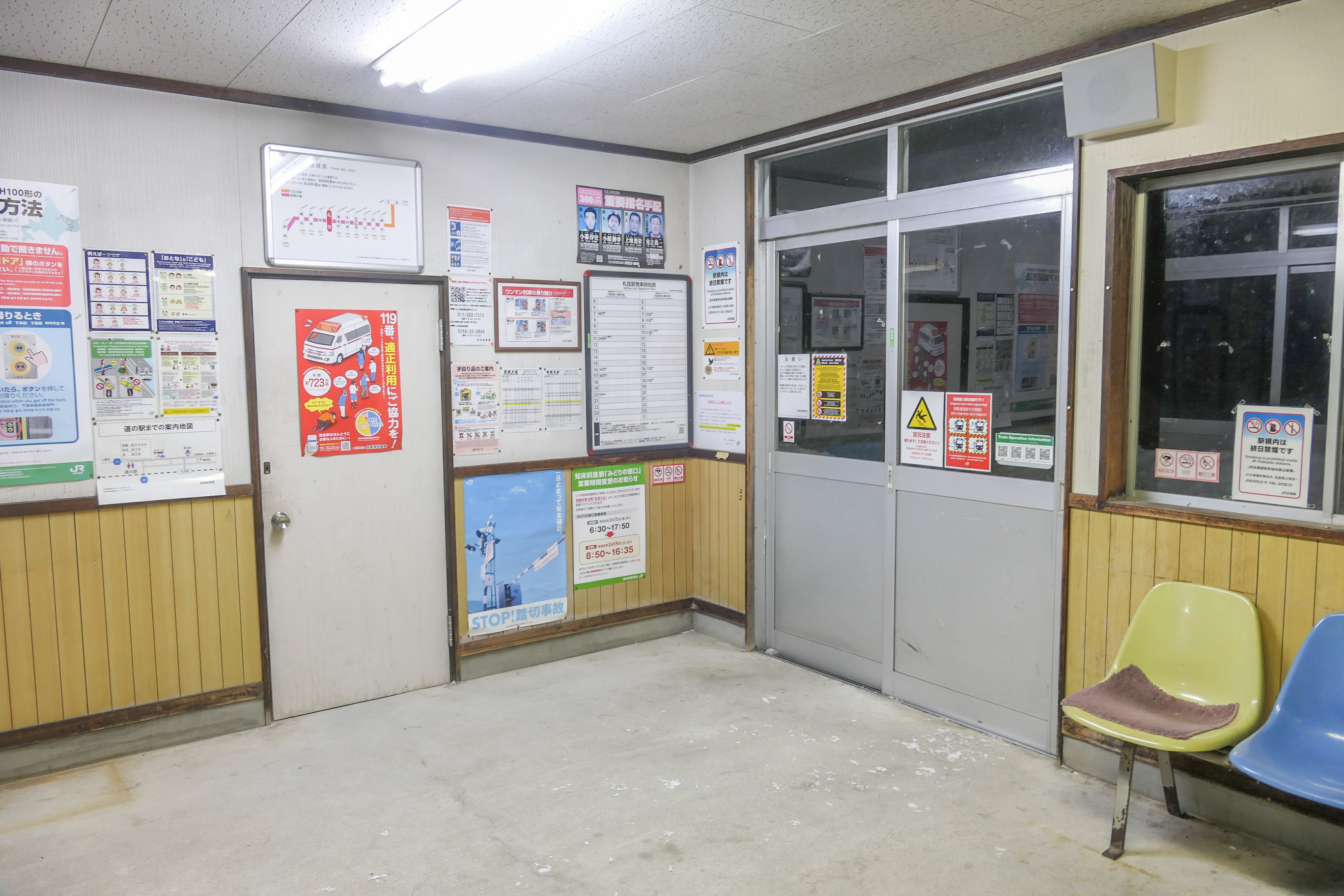
車站內部（2025年2月）

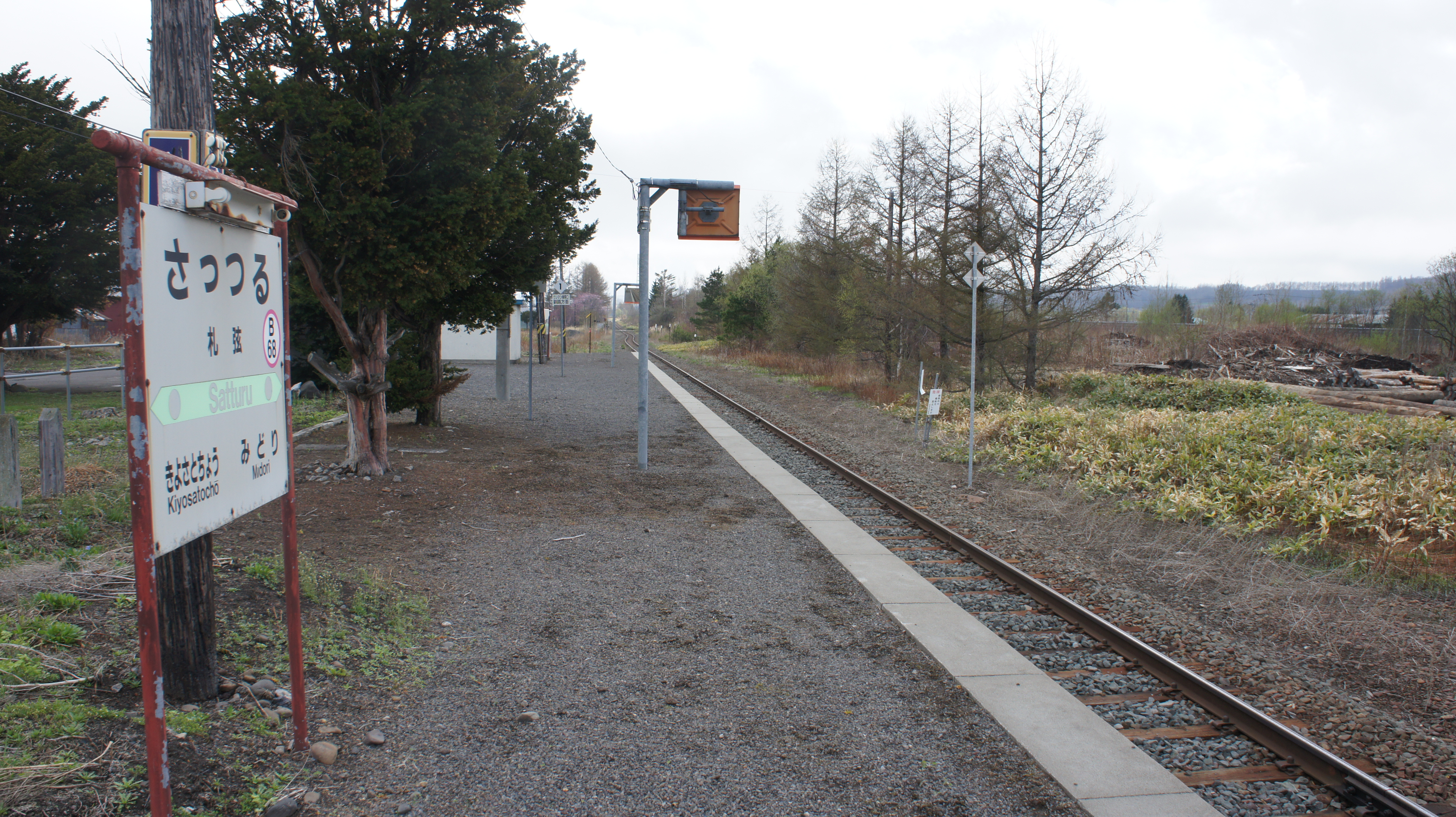
月台（2018年5月）

## 歷史
- 1929年（昭和4年）11月14日 - 以國有鐵道的網走本線終點站札鶴車站開始營業，為一般車站。
- 1956年（昭和31年）4月10日 - 改稱為札弦車站。
- 1982年（昭和57年）9月10日 - 廢除貨運處理。
- 1984年（昭和59年）2月1日 - 廢除行李處理。
- 1986年（昭和61年）11月1日 - 車站簡易委託化。
- 1987年（昭和62年）4月1日 - 國鐵分割民營化後，由JR北海道繼承。
- 1992年（平成4年）4月1日 - 廢除簡易委託，車站完全無人化。

## 車站周邊
- 北海道道805號札弦停車場水上線
- 北海道道1115號摩周湖斜里線
- 道之驛パパスランド札弦
- 清里町札弦町分所
- 斜里警察署札弦駐在所
- 札弦郵政局（併設日本郵政網走支店札弦配送據點）
- 札鶴膠合板工廠
- 斜里巴士「札弦」車站

## 相鄰車站
北海道旅客鐵道（JR北海道）
■釧網本線
快速「知床」、普通
清里町（B69）－札弦（B68）－綠（B67）

## 外部連結
- （日語）JR北海道 – 札弦車站 （页面存档备份，存于）
- （日語）全驛參觀之旅 （页面存档备份，存于）